# Holmsland

Holmsland is een voormalige gemeente in Denemarken. De oppervlakte bedroeg 94,61 km². De gemeente telde 5285 inwoners waarvan 2735 mannen en 2550 vrouwen (cijfers 2005). Holmsland telde in juni 2005 94 werklozen. Er waren 1936 auto's geregistreerd in 2004.
Na de herindeling van 2007 zijn Egvad, Holmsland, Ringkøbing, Skjern en Videbæk samengevoegd tot de nieuwe gemeente Ringkøbing-Skjern.